# حرب خاصة جدا (رواية)
رواية حرب خاصة جدا (بالإنجليزية: A Very Private War)‏ هي رواية للكاتب الأسترالي جون كليري. نشرت عام 1980، تدور أحداثها حول مراقبي السواحل خلال الحرب العالمية الثانية.